# Rejon Criuleni
Rejon Criuleni – rejon administracyjny we wschodniej Mołdawii.

## Demografia
Liczba ludności w poszczególnych latach:
| 1959   | 1970   | 1979   | 1989   | 2004   | 2014   |
| ------ | ------ | ------ | ------ | ------ | ------ |
| 56 982 | 64 954 | 68 154 | 71 351 | 72 254 | 73 700 |